# Rudolf 3. af Burgund
Rudolf 3. af Burgund, kaldet Rudolf den Dovne (fransk: Rodolphe le Fainéant; tysk: Rudolf der Faule), (971 – 6. september 1032) var den sidste konge af det uafhængige kongerige Burgund fra 993 til 1032. Han var søn af Konrad af Burgund og det sidste mandlige medlem af det ældre welfiske hus.
Rudolfs regeringstid var præget af turbulens. Da Rudolf ikke havde arvinger, udnævnte han kejser Konrad 2. af det tysk-romerske rige som arving til sit kongerige, til trods for tidligere uoverensstemmelser mellem de to. Konrad måtte dog med hærmagt tvinge de burgundiske vasaller til at anerkende ham som konge, og lod sig gentagne gange krone med den burgundiske kongekrone, men Burgund kom dog kun til at stå i en meget løs forbindelse med det tysk-romerske rige og kom i de nærmest følgende århundreder helt bort fra dette.